# Olof Palmgren
Olof Palmgren, född 18 juli 1783 i Luleå socken, död 14 juli 1814 i Nätra socken, var en svensk lantbrukare och predikant.
Olof Palmgren var son till bonden Olof Persson och kusin till Pehr Palmgren. Han övertog fädernegården i Svartbyn vid 17 års ålder. Under påverkan av Luthers skrifter och av nyläsarrörelsen inom Piteå socken genomgick han en omvändelse, varefter han började predika i hembyn och andra byar. Anklagad av pastor loci Isak Nordmark för brott mot konventikelplakatet förhördes han 1812 av domkapitlet och inför häradsrätten, som dömde honom till böter för att ha uppträtt vid olovliga sammankomster och talat förklenande om prästerskapet. Efter enskild undervisning i hemorten och från 1813 i Stockholm blev Palmgren 1814 student vid Uppsala universitet och inskrevs vid det av Samuel Ödmann ledda prästseminariet. Palmgren vann Ödmanns förtroende och fick flera gånger predika i Uppsala domkyrka. Efter att ha insjuknat i lungsot måste han avbryta studierna för att bege sig hemåt men avled under hemresan. Palmgrens förkunnelse innebar ett återvändande till Luther och kritik av neologisk moralism; han betonade i stället nåden och tron framför gärningarna. Under sitt sista levnadsår verkar han under inflytande från Ödmann ha närmat sig den kyrkliga förkunnelsen. Han utgav 1813 en ny upplaga av Luthers Förklaring över Galaterbrevet.